# LIAR GAME (テレビドラマ)
『LIAR GAME』（ライアーゲーム）は、甲斐谷忍の漫画作品『LIAR GAME』を原作とした戸田恵梨香と松田翔太主演のテレビドラマ。

## 概要
2007年4月14日から6月23日まで、フジテレビ系列（テレビ大分・テレビ宮崎を除く）で、土曜日23時10分 - 23時55分に新設されたドラマ枠「土曜ドラマ」の第一弾として放送された。1話は45分間で全11話である。
最終回のみ、サブキャラクター側の新カットを含めた2時間半の総集編と合わせ土曜プレミアム枠で3時間スペシャル（21時00分 - 23時55分）で放送された。テレビ宮崎は最終回3時間スペシャルが土曜プレミアムの番組で唯一放送されず、過去に放送された洋画（1988年の『星の王子 ニューヨークへ行く』）が代替番組として編成された。テレビ大分は7月7日に、系列外のテレビ山口は、10月19日にそれぞれ最終回3時間スペシャルのみ放送した。
DVD版の最終回は、前編と後編に分けられ、総集編はカットされた。それ以降における再放送版もそれらの素材が副次的に利用されることへの措置によるものだった。
青森テレビは2007年12月中旬の平日15時台（最終回は14時）および2009年11月下旬から「ドラマストリート」として放送した。「シーズン2」は2010年3月2日より「ドラマストリート」枠で放送。山梨放送は2008年4月1日の深夜から放映開始。テレビ大分
では、シーズン1をシーズン2放送開始前に2009年10月12日の平日16時55分から連日放送した。テレビ宮崎も2009年11月5日から11月26日まで16時台のドラマパークの枠で再放送版ではあるが、シーズン2の放送開始と同時期にシーズン1が初放送された。
日本映画専門チャンネルは2012年3月4日からドラマ版と映画版を併せて放送する。詳細は、EPGやホームページを参照のこと。
キャッチコピーは、シーズン1が「一億円もらえるなら、どんな嘘だってつけるでしょ。」、シーズン2が「世界中のウソつきたちへ。」、「ドラマでサバイバル（）、映画でファイナル（）」。
最終回3時間スペシャルのエンディングテーマは、音楽担当の中田ヤスタカが所属するユニットであるcapsuleのインストゥルメンタル「sugarless GiRL」が用いられた。Season2は「sugarless GiRL」のほかに「FLASH BACK」と「Melting point」「e.d.i.t.」、最終回はこのドラマでは初の歌唱曲「Love or Lies -LIAR GAME original ver-」が使用された。
続編「Season2」は、火曜ドラマ21時台で、2009年11月10日から2010年1月19日まで放送して4回戦と準決勝が描かれた。並行して、フジテレビOnDemandで番外編のショートドラマ『LIAR GAME エピソードゼロ』が有料配信された。
2010年3月6日に、決勝戦が描かれた劇場版「ライアーゲーム ザ・ファイナルステージ」が公開された。
2012年3月3日に、新ヒロインの篠宮ユウに多部未華子を迎え、秋山役の松田以外のキャストをほぼ一新した劇場版第2作「LIAR GAME -再生-」が公開された。

## あらすじ

### シーズン1
「バカ正直のナオ」とあだ名されるほど人を信じやすい少女、神崎 直（カンザキ ナオ）。末期がんでホスピスに暮らす父を看病しながらも、直は日々明るく暮らしていた。そんな彼女の元にある日「LGT事務局」なる謎の差出人からメッセージカード付きの小包が届く。中に入っていたのは1本のビデオテープと、そして現金1億円。メッセージカードには「LIAR GAMEに参加される場合のみ小包を開封して下さい」との注意書きがあり、それを見もせずに開封してしまったことから、直は対戦相手とマネーを奪い合う「LIAR GAME」に参戦する羽目になる。
直の対戦相手は中学時代の恩師、藤沢だった。直は藤沢の言葉に乗せられ一億円を騙し取られてしまう。途方に暮れた直は警官の谷村の言葉を受け、3年前にマルチ商法の組織を独力で騙し返して潰した天才詐欺師、秋山深一（アキヤマ シンイチ）に助けを求める。
かくして欲望が渦巻く「LIAR GAME」で、直と秋山の戦いが始まった。

### シーズン2
「LIAR GAME」3回戦で秋山と共に「LIAR GAME」を抜け出した直は、その後2年間平穏無事で幸せな日々を送っていた。だが、そんな彼女の元に再び「LGT事務局」から1億円と4回戦進出の招待状が届く。一度は参加を拒否する直だったが、谷村の口車に乗せられ再び「LIAR GAME」に身を投じることになる。
一方、海外を放浪していた秋山は母の命日に日本に帰郷した際、エリーに「LIAR GAME」4回戦に誘われる。秋山は終わったはずの「LIAR GAME」にはまだ何か裏があることを感じ、参戦を決意。直と秋山はかつての対戦者だったフクナガと共に「LIAR GAME」4回戦に挑むことになった。

## 登場人物
原作と同名の登場人物は、LIAR GAME#登場人物を参照。

### 主要人物
神崎 直
演- 戸田恵梨香（エピソードゼロ- 福田麻由子）
主人公。通称「バカ正直の直」シーズン1：18歳、シーズン2：20歳、『ザ・ファイナルステージ』：21歳
不用意に小包を開封したことでLIAR GAMEに巻き込まれる。自分だけでなく他のプレイヤーたち全員が助かる方法を第一に考え、「救済」することを信念に行動している。
原作と違い、秋山から人を知ることについて話を受けていないため、原作に比べて軽率さは変わらないまま。
『エピソードゼロ』（シーズン2の7年前）、文化祭の材料費を騙し取られ落ち込んでいた時に江藤光一に出会い、彼の歌に励まされて縁起物だとギターのピックを貰った。その後自宅に空き巣で忍び込んだ江藤と鉢合わせするが、彼を信じて逃がしてやる。その翌日に金を騙し取ったオジサンが現れ、金を返す。その後も直は江藤のピックを大切にした。
『ザ・ファイナルステージ』、大学生。準決勝後半戦（ゴールドラッシュゲーム）にて、金塊の数が足りなかったためにファイナルステージを辞退したが、「ヨコヤがファイナルステージを辞退し権利が回ってきた」という理由で、ファイナルステージに招集され、秋山と福永が驚く。
秋山 深一
演 - 松田翔太（エピソードゼロ：古川雄大）
シーズン1：26歳、シーズン2：28歳、『ザ・ファイナルステージ』：29歳
三年前にマルチ組織を破綻させた天才詐欺師。刑務所を出てきたところでいきなり神崎直に助けを求められ、直の片腕としてLIAR GAMEに参加することとなる。原作と違い、直以外の人間には冷淡で、他プレイヤーを積極的に救おうという言動は見られず、むしろ嫌味な態度を見せる。
『エピソードゼロ』（シーズン2の7年前）、母の美智子が浄水器を買ったことを知り、ちょうど友人が騙された手口と同じことから、自宅の水道栓を閉めることで撃退し、金を取り返す。その後、倒れて入院した母が投身自殺を遂げたこと、その自殺の原因がマルチ組織「ロードフリー」であることを知った秋山は、偽の巨額投資計画を持ちかけることで組織を破綻させた。しかしその結果、彼もまた巨額投資詐欺の罪で3年間の刑務所生活を余儀なくされることとなった。
『-再生-』、篠宮優が通っている帝都大学の心理学の教授。「エデンの園ゲーム」で、赤を揃えたプレイヤーの一人として復活したライアーゲームに参加する。復活したライアーゲームへの参加を拒んでいたが、ユウの存在が再び彼をライアーゲームの世界へと導くことになる。
福永 ユウジ / 塚原 悠
演 - 鈴木浩介
1976年11月29日生まれ。シーズン1：30歳、シーズン2：32歳、『ザ・ファイナルステージ』：33歳
友人塚原悠の代理参加で登場。ネイリスト。福岡県出身。マッシュルームカットが特徴で通称「キノコ」。初登場は第二回戦。
自分の利益のためならためらいもなく他者を利用し騙すが、詰めが甘いところもあり秋山に何度も報復されている。しかしナオの優しさに触れ、Season1ラストでは彼女に協力する。今でも自分の利害が絡むと彼女を裏切ることも辞さないが、自分が安全な範疇では彼女に忠告する。
小説版『The Final Stage』、中学一年生のときに父が知人に金を騙し取られ経営していた会社が倒産し、一家が無理心中を図った際に一人だけ生き残る。その後に親戚をたらいまわしにされる中で奪わなければ奪われるという思考が形成されたとのこと。
ドラマ化に際してシナリオが変更され、原作はスキンヘッドのニューハーフがドラマ版は男性など、大幅な変更があり、ドラマ版の容姿は原作に登場した「15番の男」に近い。この設定のため原作とは異なり、秋山へ好意は持っておらず、4回戦のチーム分けで同じチームになった際の異様な喜び方など、直を特別視するシーンが増えている。直を陥れて喜んでいるシーンも見受けられ、単なる好意とはまた異なる。その他、原作と比べるとプライドの低い行動が多い。
『フクナガVSヨコヤ』では、横谷と対戦を行う。
『-再生-』、秋山に招待状を届けに行った事務局員として登場。その理由は聞いて呆れるものであった。
ヨコヤ ノリヒコ（横谷ノリヒコ）
演 - 鈴木一真
秋山に潰されたマルチ組織「ロードフリー」のトップ。嗅ぎタバコを愛用している。首領ハセガワの命によりマルチを潰したペナルティーとしてLIAR GAMEに参加する。三回戦で直・秋山と対決。セミファイナルでは直たちとは別会場のゲームで圧倒的な強さを見せるも、本人曰く「もうマネーは充分」としてファイナルへ進出は辞退した。設定変更により、展開が原作と大きく異なる。三回戦の敗者復活が無いことが大きく関係している。外見など、キャラクター性も多くの変更点がある。
『エピソードゼロ』（シーズン2の7年前）、マルチ組織「ロードフリー」のトップ。そのころ多重債務者に手数料を先に振り込ませるというキャッシング詐欺を行っていた。ハセガワが始める新事業を引き受け、一年で50億円の利益を上げるほどの成功を収めるが、ハセガワから小者扱いされることに嫌気が差し、さらなる上を目指すために必要な投資先を探し始める。その後秘書の沙耶香が紹介した会社に組織の資金全てを投資するが、その会社が秋山が作ったダミー会社だったため、マルチ組織は破綻し壊滅した。
『ザ・ファイナルステージ』、敗退した秋山に「秋山が優勝して賞金全額の50億円を差し出すのであれば借金を肩代わりしてもいい」という取り引きを持ちかける。秋山はその取り引きに応じてゲームに復帰し優勝。取り引きのとおり、優勝賞金全額の50億円と秋山の獲得していた4億円を得るが、そのすべてを過去の敗者たちの借金返済にあてた。
葛城 リョウ
演 - 菊地凛子
シーズン2：28歳
ドラマオリジナルキャラクター。秋山の同級生にして、帝都大学史上最年少の心理学教授。学生時代は常に秋山の後塵を拝していたが、プロファイリング実習では逆に秋山を制した。四回戦の会場へ向かう途中で神崎直と出会い、その後セミファイナルの会場で秋山と再会する。職業柄心理操作に長け、これまでのゲームで手に入れた大金で人心を掌握する策略を用いてプレイヤーたちを恐怖で支配する。ヨコヤの設定変更に伴い、原作のヨコヤの役割の一部を引き継いでいる。
篠宮 優
演 - 多部未華子
『-再生-』に登場。直に変わる新たなるヒロイン。大学生。まじめな優等生タイプで、帝都大学の卒業式から帰宅するとライアーゲームからの招待状が届いており結果、新たなるゲームに巻き込まれてしまう。また、秋山のことを先生と呼ぶ。
奥村 アリス（アリス）
演 - 芦田愛菜
『-再生-』に登場。新たなLGT事務局員の幹部。史上最年少で事務局員になったという少女。口調や立ち振る舞いは大人と変わらなく、不気味さすら感じさせる。笑顔を見せず冷徹に振る舞っており、ゲーム開始時から秋山の負けを断言する。Ωとは過去に何かあった模様。
『アリスIN』、奥村清美の娘。天才的な頭脳を持つ。将棋や囲碁などのボードゲームは大人相手に勝ち、微分積分をも理解できる。IQ180以上の小学一年生だった。この時点では明るい性格だったが、清美が地域の医療再生を手がける医療ファンド「ヘルスケア・アセット・マネージメント」の投資詐欺に騙され自殺。叔母であるリエルに連れて行かれΩとあったことが『-再生-』での性格に繋がった。

### 主要人物関係者
神崎 正
演 - 福井友信
直の父。末期ガンに冒され「しおさい病院」に入院中。
秋山 美智子
演 - 雨宮るみ子
深一の母。神崎直とそっくりの性格。旧友に騙されてマルチに加入してしまい、自殺に追い込まれる。
『エピソードゼロ』（シーズン2の7年前）、詐欺セールスの言うことを信じ、浄水器を10万円で買うが、息子の深一の策略により金を取り戻す。その後過労で倒れて病院に入院した際、見舞いと称して現れた旧友に騙されてマルチ組織「ロードフリー」に加入してしまい、追い込まれて投身自殺を遂げる。
コウタ
演 - 石田愛希（子役）
しおさい病院で神崎直と知り合う。
タモツ
演 - 細田よしひこ（Season2のキャスト）
中学時代の牧園ワタルが足の骨折で入院していた際の病室のリーダー的存在。火災の時に彼を救ってくれた命の恩人でもある。その一年後にガンで亡くなっている。
丘辺 雪也
演 - 石橋蓮司（Season2のキャスト）
6年前に秋山や葛城が在籍していた帝都大学犯罪心理学ゼミの教授。
丘辺 麗子
演 - 逢沢りな（Season2のキャスト）
丘辺教授の娘。武田幸四郎の風船の手紙を拾い、当時引きこもりがちだった彼女は手紙のメッセージに勇気と力を与えられ返事を書いた。しかし帰ってきた手紙の差出人は幸四郎の母親「武田美佐子」で、幸四郎は既に亡くなった後だった。事実を知った麗子は改めて幸四郎の手紙を読み、止め処なく涙を流した。
武田 幸四郎
演 - 熊谷知博（Season2のキャスト）
13歳の時から3年間、重い病気で入院していた。ある日、沢山の希望の言葉を詰め込んだ手紙を風船で飛ばし、その中の一つが丘辺麗子に拾われる。その後程無くして亡くなった。
奥村 清美
演 - 紺野まひる（アリスINのキャスト）
アリスの母親。リエルの妹。豊石町の病院から要請を受け、週に一度無報酬で診療を行う、おかむらクリニックの医者。山口孝則らに騙された（片棒担がされる）挙句に大勢の被害者たちから攻め立てられ、追い込まれて投身自殺を遂げる。
山口 孝則
演 - 尾崎右宗（アリスINのキャスト）
地域の医療再生を手がける医療ファンド「ヘルスケア・アセット・マネージメント」会社の社長で、投資詐欺。奥村清美を騙した数日後に安恵共々警察に逮捕される。
安恵
演 - 岡野真那美（アリスINのキャスト）
山口孝則の部下で、投資詐欺。

### 参加者（ドラマ版）
主要人物は、#主要人物を参照。二回戦の参加者の名前については、ドラマ中はすべてカタカナ表記のネームプレートをつけており、漢字表記が判るのは直と秋山のチームのメンバーのみ（契約書のサインより）漢字が判明。参加者全員の漢字表記は公式サイトで公表されている。原作とドラマとで名前・年齢は違うが、番号が同じキャラは性格・職業などで重なる部分もあり、例えば大野は菊澤、江藤はミウラにあたる。

#### 一回戦から登場
藤沢 和雄
演 - 北村総一朗
直の中学時代の恩師であり、対戦相手。
自分を信じきっている直に貸し金庫に預け引き分けに持ち込もうと提案し、一億円を騙し取る。
秋山の策により最後は奪い返され負債を抱えるが、直に救済された。

#### 二回戦から登場
江藤 光一（No.11）
演 - 和田聰宏
1979年3月25日生まれ。シーズン1：28歳、『ザ・ファイナルステージ』：31歳
ミュージシャン。福島県出身。参加理由は一回戦と同様に簡単に勝てると思ったから。敗者復活戦では、他の参加者がフクナガとの密約の件もあって直を無視する中、ただ1人直に話しかけ、フクナガとの密約の内容を話すなど何かと身を案じる。唯一の敗北者となるが、これは彼を「救済」 しようとする直の策だった。直とは7年前に会ったことがある。原作のミウラに当たる。
『エピソードゼロ』（シーズン2の7年前）、落ち込んでいた神崎直を心のこもった歌で励まし、さらにギターのピックを縁起物としてプレゼントした。その後歌手デビューの件で金を騙し取られ、困りはてた末に偶然開いていた直の家に忍び込むが、鉢合わせした直の心の優しさに触れ、二度としないことを誓った。
『ザ・ファイナルステージ』、板金工。代理参加でセミファイナルから復帰（代理参加までのいきさつは、携帯サイト・パンフレットに小説が掲載されている）、何とか前半戦・後半戦を勝ち残りファイナルステージの出場権を手に入れた。相変わらず、福永とは馬が合わない。
大野 亘（No.1）
演 - 坂本真
1980年6月17日生まれ。シーズン1：26歳
鮮魚店店員。茨城県出身。通称：ちびきのこ。参加理由は、キャバクラのユミに金をつぎ込んだため。三回戦前半ではヨコヤと密かに組み、ただ1人密輸やダウトを成功させ、天狗に。Season2の第1話では直の誕生会を開いて直を祝った。『-再生-』では、帝都大の大学院に秋山の教え子として通っているとのこと。二回戦では原作のサトウに、三回戦では原作の菊澤に当たる。
土田 靖史（No.2）
演 - 森下能幸
1962年12月4日生まれ。シーズン1：45歳
古書店店員。東京都出身。参加理由は、妻・ナツコに賞金を持ち逃げされたため。Season2の第1話では直の誕生会を開いて直を祝った。
その後、準決勝で再登場し、前半戦「天使と悪魔ゲーム」では葛城の脅迫で金銭契約をさせられた一人となる。最終獲得十字架本数は7本。
後半戦「ゴールドラッシュゲーム」では秋山＆直が率いる光の国の一員になる。葛城の策に溺れ、14個の金塊を運び出し光の国を窮地に陥れる。
二回戦では原作のエダに、セミファイナル前半戦では原作のシマ（ヤンジャン）に、後半戦では原作のツノダに当たる。
木田 典之（No.5）
演 - 大高洋夫
1959年6月27日生まれ。シーズン1：48歳
元商社マン。新潟県出身。参加理由は、会社をリストラされたため。二回戦では原作のキタムラに当たる。
麻生 ひろみ（No.8）
演 - 中込佐知子
1977年10月10日生まれ。シーズン1：29歳
トラッカー。東京都出身。参加理由は、自分のトラックを購入したため。Season2の第1話では直の誕生会を開いて直を祝った。二回戦ではツノダに、三回戦では原作のエダに当たる。
岡野 健也（No.9）
演 - 泉政行
1980年5月12日生まれ。シーズン1：26歳
自動車工。東京都出身。参加理由は、サーフボードなどを購入したため。二回戦では原作の菊澤に当たる。
野添 慶子（No.13）
演 - 畠山明子
1966年5月19日生まれ。シーズン1：40歳
専業主婦。神奈川県出身。参加理由は、亭主の借金返済に賞金を使ってしまったため。二回戦では原作のフジタに当たる。
石田 梨恵（No.15）
演 - 岩佐真悠子
1985年2月24日生まれ。シーズン1：22歳
ホステス。東京都出身。二回戦でフクナガからX（棄権をしようとしたタカダミチコから1億を騙し取った人物）というレッテルを貼られ、彼の戦略のダシにされた。参加理由は、自分の店の開店資金の調達のため。原作の15番の男に当たる。
槇田 友幸（No.4）
演 - 一本気伸吾
1956年8月3日生まれ。シーズン1：56歳
工場経営。東京都出身。参加理由は、工場の資金繰りによる借金に賞金を使い果たしたため。
高村 良美（No.6）
演 - 海島雪
1978年3月12日生まれ。シーズン1：29歳
専業主婦。埼玉県出身。参加理由は、パチンコにはまっていたため。
佐島 憲太（No.7）
演 - 土井よしお
1972年7月12日生まれ。シーズン1：34歳
役者。広島県出身。参加理由は、母親の入院費が必要だったため。
木下 啓吾（No.10）
演 - 青木一
1974年4月8日生まれ。シーズン1：32歳
派遣社員。静岡県出身。参加理由は、生活に困っていたため。
河村 千里（No.12）
演 - 水田芙美子
1985年7月19日生まれ。シーズン1：22歳
モデル。埼玉県出身。参加理由は、美容整形・プチ整形にハマったため。本人は目だけだと言い張っている。
菅原 裕二（No.14）
演 - 雪嶋直樹
1985年10月12日生まれ。シーズン1：22歳
元ホスト。静岡県出身。参加理由は、学費と家賃の支払いに困っていたため。
西野 隆彦（No.16）
演 - 坂本三成
1974年4月19日生まれ。シーズン1：32歳
生花店店員。小心者。青森県出身。
嘉山 春美（No.17）
演 - 小林きな子
1980年11月23日生まれ。シーズン1：26歳
飲食店店員。東京都出身。参加理由は、ダイエット用品を買い過ぎたため。
花山 哲夫（No.18）
演 - 馬場佑樹
1977年12月12日生まれ。シーズン1：29歳
AD。鹿児島県出身。参加理由は、友人がお金に困っていると聞いたため。
飯村 純子（No.20）
演 - 吉村玉緒
1975年11月14日生まれ。シーズン1：31歳
専業主婦。長崎県出身。参加理由は、株で大損したため。放送時は「飯村純」だったが公式サイトでは「飯村純子」で記載されている。
中谷 和子（No.21）
演 - 北原ひとみ
1988年11月3日生まれ。シーズン1：21歳
大学生。岩手県出身。参加理由は、キャッチセールスに騙されたため。
タカダ ミチコ（No.22）
演 - 田口寛子
第二回戦スタート前にフクナガによって一億円を奪われた。代理で秋山深一が参加することに。

#### 四回戦から登場
西田 勇一
演 - 荒川良々
月ノ国、先鋒。元トラック運転手。西田二郎の双子の兄。
福永の圧倒的な勝利目前だったが直のおかげで引き分けになった。福永曰く「観察力は高いが洞察力がない大きい馬鹿」。
菊地 翔
演 - 眞島秀和
月ノ国、中堅。元プロボクサー。驚異的な動体視力の持ち主。
秋山の全てのカードの行方を把握する策略に敗れ去る。
小坂 妙子
演 - 広田レオナ
月ノ国、大将。元アパレルブランド社長。
福永と直の策略にはまり敗北。その後月ノ国は負けるが三人とも直に「救済」される。

#### 準決勝から登場
安川 ノリヒコ
演 - 春海四方
前半戦「天使と悪魔ゲーム」が始まる前に葛城と組んだ1人。最後に「悪魔」だと自白したことで葛城グループは敗退の危機に陥り、さらに契約書の裏工作でも十字架が揃わなかったが、最後の最後で直に助けられた。最終獲得十字架本数は4本。後半戦「ゴールドラッシュゲーム」では秋山&直が率いる光の国の一員になる。葛城の策に溺れ、14個の金塊を運び出し光の国を窮地に陥れる。
原作のヤスカワと似ているが役割が全く違う。前半戦ではイケザワ（デブ）に、後半戦では原作のキタムラに当たる。
『エピソードゼロ』（シーズン2の7年前）では、ソロデビュー話を持ちかけ、江藤光一から登録費用と偽り金を騙し取った詐欺師。その後事務所を引き払い行方をくらました。
『-再生-』では、不動産業（元詐欺師）。がさつだが利己的で、金のためなら柔軟に動く。弱いものは脅し、強いものには服従する。かつて開催されていたライアーゲームに参加していたプレイヤーの一人で、準決勝前半戦・後半戦で秋山・福永と同じ会場で戦った。
川井 タツヤ
演 - 姜暢雄
前半戦「天使と悪魔ゲーム」では秋山のチーム。十字架が揃ったことでグループを抜ける。その後直に執拗に協力を要請されるが、全て断る。しかし秋山のノーリスク作戦には協力した。やたらと腕で十字架を表すポーズを取る。最終獲得十字架本数は4本。後半戦「ゴールドラッシュゲーム」では葛城率いる炎の国の一員になる。牧園を揺さぶり3個の金塊を運び出させ、葛城の策を成功させる。しかし、秋山と対峙した際に嘘をつかれ、葛城への恐怖と直への信頼から光の国に寝返る。しかし、モモコに裏切りを密告されマリエと共に拘束される。その際、再び炎の国に寝返り秋山の作戦を全て葛城に話した。だがそれは全て演技で光の国に寝返ったままだった。
前半戦では原作のカワイに、後半戦では原作のシバヤマに当たる。
『エピソードゼロ』（シーズン2の7年前）では詐欺師をやっていたらしく、秋山美智子に彼が隠し持っていた浄水を飲ませ味見させることで信用させ、さらにアレルギーや健康に関する会話などで騙し浄水器を買わせたが、秋山深一が仕掛けた水道栓を閉める作戦の罠にはまり見破られてしまい、買わせた10万円を地面に叩きつけて逃げた。
牧園 ワタル
演 - 夕輝壽太
通称「メガネ」。オドオドしているが、いざという時に強い信念を持ち行動する意思を持つ。前半戦「天使と悪魔ゲーム」では秋山のチーム。葛城の策略により全員が秋山と直から離れる中、唯一秋山&直グループについた。その後は秋山&直グループの一員として行動していく。最終獲得十字架本数は6本。後半戦「ゴールドラッシュゲーム」でも秋山&直が率いる光の国の一員になる。葛城の策に溺れ、3個の金塊を運び出し光の国を窮地に陥れる。
前半戦では原作のマキゾノカズヤに、後半戦では原作のエダに当たる。
谷中 モモコ
演 - 片桐はいり
前半戦「天使と悪魔ゲーム」では秋山のチーム。十字架が揃ったことでグループを抜ける。その後直に執拗に協力を要請されるが、全て断る。しかし秋山のノーリスク作戦には協力した。最終獲得十字架本数は4本。後半戦「ゴールドラッシュゲーム」では葛城率いる炎の国の一員になる。光の国に寝返った川井とマリエの会話を、葛城から渡されたボイスレコーダーで録音し密告する活躍をした。
前半戦では原作のサエキに、後半戦では原作のツムラに当たる。
大塚 マリエ
演 - MEGUMI
前半戦「天使と悪魔ゲーム」が始まる前に葛城と組んだ1人。最後に敗退の危機に陥るが契約書の裏工作により勝ち抜けた。最終獲得十字架本数は5本。後半戦「ゴールドラッシュゲーム」でも葛城の率いる炎の国の一員になる。演技で土田を揺さぶり3個の金塊を運び出させ、葛城の策を成功させる。しかし、秋山と対峙した際に嘘をつかれ、葛城への恐怖と直への信頼から光の国に寝返る。その後、モモコに裏切りを密告され川井と共に拘束されるも、川井と異なり炎の国に寝返る行為はしなかったが脅迫から再び炎の国の支配下となる。だがそれも見かけのみで、結局は川井と池沢と共に光の国に寝返ったままで、池沢に秋山からの指示が録音されたボイスレコーダーを渡している。
前半戦では原作のオオツカ（マエガミ）に、後半戦では原作のアカギに当たる。
池沢 テッペイ
演 - 忍成修吾
前半戦「天使と悪魔ゲーム」で葛城の脅迫で金銭契約をさせられた一人。最終獲得十字架本数は7本。後半戦「ゴールドラッシュゲーム」では葛城率いる炎の国の一員になる。本人のカードを渡さない葛城に反発するも、脅迫され支配下となる。その後、安川を騙し14個の金塊を運び出させ、炎の国を有利に導く。川井の告白から、マリエと川井のように寝返る行為はしなかった。しかし、実際は川井とマリエと手を組み、直を信じて光の国に寝返っており、17個の金塊を運び出す、カードを複製するなどの行為で光の国を勝利に導いた。
原作のイケザワとは名前は一緒だが役割が違う。前半戦では原作のヤスカワに、後半戦では原作のハセガワに当たる。
佐伯 ヒロカ
演 - 武井咲
前半戦「天使と悪魔ゲーム」で葛城の脅迫で金銭契約をさせられた一人。最終獲得十字架本数は7本。後半戦「ゴールドラッシュゲーム」では葛城率いる炎の国の一員になる。前半戦では原作のタニナカに当たる。

### 参加者（映画版）

#### 決勝戦「エデンの園ゲーム」参加者
『ザ・ファイナルステージ』に登場。決勝戦となる最期のゲーム。#主要人物も参照。
坂巻 マイ
演 - 濱田マリ
『ザ・ファイナルステージ』：40歳
『ザ・ファイナルステージ』、手品師。リーダーシップに長けており、プレイヤーをまとめて作戦を立てる。何かいいことがあるとマジックをしてその場を楽しませる。
『-再生-』、「エデンの園ゲーム」で、赤を揃えたプレイヤーの一人として復活したライアーゲームに参加し、秋山たちと協力する。
西田 二郎
演 - 荒川良々
『ザ・ファイナルステージ』：34歳
輸入雑貨屋経営者。西田勇一の双子の弟。もちろん彼には、3人と面識ないが、兄から直たちのことは知っていた。金の匂いに敏感で何気ない観察力と分析力はあるためファイナルまで生き残り、屁理屈でも強引に進めて人を動かす能力も含め兄より格段上であることが分かる。兄との見分け方はほくろの位置。
武田 ユキナ
演 - 関めぐみ
『ザ・ファイナルステージ』：23歳
実業家。ゲーム開始から大富豪としてのトップの実績を持ち幾度となく神崎直に協力するなどこのゲームで全員が勝てるよう動いているが、実際は自身が勝つためなら、どんな手段も辞さない冷徹な一面を持ち合わせる。秋山が「プレイヤーX」に狙われたのを見て、自身を「プレイヤーX」に狙わせて自分の赤リンゴを消費するために自らをXと名乗り、全員の赤リンゴを持っていると言い、友情ゲームを行い、直の赤リンゴを投票したと発言するが、秋山の「武田はXじゃない」という言葉を聞いた直の機転により、直の赤リンゴを投票してないことと彼女がXでないことを公にする。その後、「江藤に入れた」と発言を変えるものの、ゲームに復帰した秋山の言葉を信じた直が赤を投票しなかったために、Xによって一気に大富豪の地位から陥落する。その後、直の言葉を受けてもう一度赤をそろえることを決意。最終的に直によって「もう一度人を信じてみようと思えるようになった」と感謝の意を述べている。
百瀬 ノリカ
演 - 秋本祐希
『ザ・ファイナルステージ』：37歳
雑誌ライター。職業柄か常にゲームの進行状況をメモにとって分析している。
久慈 サトシ
演 - 永山絢斗
『ザ・ファイナルステージ』：18歳
高校生。神崎直よりも年下の最年少のファイナリスト。頭の回転が速く、周囲と一定の距離感を持っているためほとんど誰とも関わらない。ファイナルの最中も他のゲームをしているなどかなりのゲーム好きで、ライアーゲームもゲーム感覚としてしか思っていない様子。最初の投票では直・秋山・武田を除いて唯一赤を投票し、さらにその後の同盟関係でも直と共闘するなど、秋山を除いた中では唯一最後まで直の味方だった。
五十嵐 衛
演 - 松村雄基
『ザ・ファイナルステージ』：48歳
ヤクザ。久慈とは対照的に最年長のファイナリスト。度胸がよく思い切った策をとることがあり、細かいところにまで気がつく。
仙道 アラタ
演 - 田辺誠一
『ザ・ファイナルステージ』：34歳
銀行営業マン。気弱そうなサラリーマンであり、福永の呼びかけにより直のチームに入る。
その正体は恐ろしいほどの冷静さと慎重さを併せ持った「プレイヤーX」であり、秋山の印やリンゴのメッセージにも気付くほどである。また、あらかじめほかのプレイヤーの分の赤リンゴを作り、それを使って大富豪候補を潰していこうと目論見、秋山を失楽園にし、武田を大富豪の地位から引きずり下ろす。しかし、横谷の取引によってゲームに復帰した秋山と直の協力によってついに正体がばれてしまう。正体がばれてしまったことと馬鹿正直の神崎直にハメられたという事実によって完全に冷静さを失い、秋山が用意した赤リンゴの樹脂を溶かした偽シルバーのリンゴを投票してしまい、8億の賞金額から一気に2億の負債を背負う。その後、直による仙道だけがシルバーを投票し、ほかのみんなが赤を投票して±0にするという提案をされるがそれを蹴り、自らも赤リンゴを投票する（結果的にこの決断がライアーゲーム崩壊の大きなきっかけとなる）。直の提案を蹴った理由は「貴方の言いなりになるのが嫌だっただけ」と語るが、「人を信じてみるのも悪くない」と言い、改心した。その後の負債は、秋山によって横谷を経由して自らの賞金で肩代わりしてもらった。

#### イス取りゲーム参加者
赤城 コウタ
演 - 要潤
秋山のチームの一員。シェフ見習い。喧嘩っ早く気が短いが、心配性ゆえ臆病。一方で義理堅い一面を持つ。自身と反りが合わない安川ノリヒコのことを嫌っている。
月乃 エミ
演 - 小池栄子
秋山のチームの一員。薬剤師。無口で地味な性格ゆえに常に控えめな態度をとっている。実は彼女は最初から秋山チームの参加者ではなく張本のチームの一員だった。病気の息子のためにお金が足りなく悩んでいたところを張本に救われ協力。優を騙すために演技をし、秋山チームのスパイとして乗り込んだが、彼女を裏切って以降、罪悪感を感じるようになる。ライアーゲームが終わったらカルト教団に入信するつもりだった。
張本 タカシ
演 - 船越英一郎
張本のチームのリーダー。カルト教団教祖。「組織」の力を利用し三人の信者と共にライアーゲームに挑んでいる秋山のライバル。相手を圧倒させるオーラを持つ一方で、相手を受け入れる優しさを持つ。また、人の心の機微を読み取ることに長け、それを生かし占い師をしていたことがきっかけとなり、巨大カルト教団の教祖にまで上り詰める。少年時代に極貧ゆえに全てを諦めることになったために金への執着心は強い。
木村 ケイ
演 - 桝木亜子
張本のチームの一員。カルト教団信者。張本の信者で恋人に騙されていたことがきっかけで自殺を考えたところを張本が救い、入信した。カルト教団信者のリーダー。ミカほどではないが、生真面目な優に対してあまり快く思っておらず、ミカと一緒に彼女を責めるなど、ヒステリックな一面も見せる。
三家本 ミカ
演 - 上野なつひ
張本のチームの一員。カルト教団信者。恋人との子供を作ったものの、二人の両親の間で亀裂が走り、中絶するはめになり、絶望して自殺をしようとしたところを張本に救われ、入信した。張本に反発する優が気に入らず憤慨し、特に辛く当たり彼女を罵った。
阿部 ユキコ
演 - 斎藤陽子
張本のチームの一員。カルト教団信者。義父の家庭内暴力と、義父を家族と認めない自分を邪魔者扱いし、暴言や嫌がらせをしてくる母親によって自分に自身が持てず、自殺を考えていたとき、張本に出会い、入信した。カルト教団信者の中では冷静沈着で、他のチーム特に優に対してはとても冷酷な態度をとる。
酒井 マコト
演 - 川村陽介
張本のチームの一員。スカウトマン。昔から悪さばかりをしており、今でも詐欺や恐喝などで稼いでいるが足りず、彼女に食べさせてもらっている。危ない空気を感じ取ることと物事を読むのは得意だが、カリスマ性も気を遣うこともないため、いまだに大成できていない。そのカリスマ性からゲームが始まるすぐ前に張本チームから引き抜かれており、彼自身も張本をそれなりに信頼している。張本チーム以外の他の参加者をゴミだと思っており、嫌っている。
桐生 ノブテル
演 - 新井浩文
バー経営者。張本と並ぶもう一人の秋山のライバル。勝ちには貪欲で前回優勝者の秋山を目の敵にしている。風貌や気迫は威圧的だが、常にスマートな態度をとっている。母親から受けたスパルタ教育によって有名大の付属中学に入り、学年トップの成績を取り、付属の中でも一握りしか行けない医学部に入学するも母親の死をきっかけに中退し、裏社会に足を踏み込む。持ち前の頭脳と度胸で渡り合い、わずか七年で一大組織を作り上げる。
猿川 ケンジ
演 - 高橋ジョージ
桐生のチームの一員。ペンキ屋。元暴走族だが、現在では四人の子持ちのパパ。いまだに突っ張っているつもり。
犬塚 エイコ
演 - 野波麻帆
桐生のチームの一員。派遣従業員・ホステス。やりたい放題でその我の強さを通せる立場になったことは無いが、プライドは高い。頭の回転は速く、言葉が立つ。
嶋 タカヒロ
演 - 池田鉄洋
音楽誌の契約ライター。お調子者だが洞察力と行動力がある。空気を読み、小ずるく立ち回ることが得意で、国に所属せずとも上手く立ち回っている。
斉木 カケル
演 - 青木忠宏
引越し屋。行動力と体力は人よりある。
村田 テツヤ
演 - 前田健
無職（元教師）。感情の起伏が激しい。
津村 アキラ
演 - 上原敏郎
ダンサー。今回最年長の参加者で、人当たりは優しい。敬語と低姿勢を欠かさず気遣いには長けているが、愛想がいいのは営業用。
和田 タツジ
演 - 大野拓朗
大学生。自己愛が強く、何の根拠も無いのに自分はえらいと思っており、周りまで気が回らず鈍感。運動神経がゼロで体力も無い。
下原田 オサム
演 - 竜星涼
大学生。裕福な家で三姉妹の下の男の子として生まれ、甘やかされたため男友達がおらず、弱弱しい。

### LGT事務局

#### LGT事務局員
谷村 光男
演 - 渡辺いっけい
LGT事務局員の幹部だが町交番の警官もしている。元本庁捜査二課の警部補で、三年前のマルチ事件の真相を掴んだが、圧力によりマルチの主犯は自殺（ダミー）で片付けられ捜査打ち切りになった。さらに"あの御方"の持つ政財界への影響力を恐れた上層部に意見を黙殺され、その結果本庁を追われる身となった。その時に前歯も折ったらしい。その後"あの御方"の好意によりLGT事務局の組織に迎入られた。マルチ組織とも関係があるらしい。
職業の違いはあるが原作における同名の谷村に当たるが、観戦する経緯は秋山の策に気づかずに騙されることが多いため、原作のネアルコやフォルリにも当たると言える。
『-再生-』、秋山の作戦の裏の意図を読むようになり、これまでとは違って冷静かつ正確にゲームの状況を分析している。
エリー
演 - 吉瀬美智子
LGT事務局員の幹部で、マネーの回収人からGAMEの進行までを務める、ハセガワの娘。権力を持った人物のお気に入りということが谷村によって明かされている。秋山に敗者復活戦の場所を教えたりと不可解な点も見せる。また、かなりの怪力で、暴力行為をとめる際にその怪力を使って止める（制止された福永と江藤がかなり痛がっている）。ライアーゲームが2年間中断していた理由を知っている数少ない事務局員。
なお、頭も切れ、秋山の策を見抜いたり、菊池の動体視力の事を知っているなど、原作のレロニラやソラリオなどの頭の切れるメインディーラーや、栗藤などの事務局員に当たると言える（ただし、レロニラやソラリオは、同名の人物がドラマにも出ている）。
後に、劇場版にて、ライアーゲームは、とある人物が趣味で始めた物であり、その人物が亡くなった後、多くの出資者により、復活したギャンブルゲームであることが明かされ、直と秋山が最後まで残ったのも、ライアーゲームの呪縛を解くためだと、彼女から告げられている。
塚原 悠
演 - 桂亜沙美
福永ユウジとは友人関係。二回戦の参加の悩みで福永に助けを求めるが、実はLGT事務局員で福永を参加させるのが目的であり、まんまとゲームに引きずり込んだ。
清蘭
演 - 遊井亮子
LGT事務局員で情報分析や解析などを手懸ける頭脳派で、GAMEの進行なども務め、トランプなどの扱いにも長けている。何事も無感情で無表情で話す無愛想な存在ではあるが、四回戦で事務局にマネーが流れる場面でニヤリと笑うなど腹黒さも持ち合わせる描写がある。
原作の仮面に模様のない事務局員に当たると言える。
リエル
演 - 陽月華（アリスIN、フクナガVSヨコヤのキャスト）
奥村清美の姉。新たなLGT事務局の幹部で、主催者・Ωの直属の部下。『アリスIN』では、『-再生-』の1年前に妹の清美から知らせを受け、清美が自殺した直後にアリスを迎えに来る。そして主催者・Ωに会わせた。冷静沈着な女性。
Ψ
演 - 野間口徹（フクナガVSヨコヤのキャスト）
新たなLGT事務局の幹部。落ち着いた物静かな男性。
横谷 ノリヒコ
#主要人物を参照。
福永 ユウジ
#主要人物を参照。
アリス
演 - 芦田愛菜
#主要人物を参照。

#### ディーラー
レロニラ
声 - 喜山茂雄
LIAR GAME一回戦〜三回戦会場のメインディーラー。Season1で登場するメインディーラーは彼のみである。
GAMEの説明
声 - 平辻朝子
LIAR GAME二回戦、敗者復活戦のGAMEの説明やルールを担当した。
ソラリオ
声 - 喜山茂雄
LIAR GAME四回戦会場のメインディーラー。太陽と月をモチーフにした仮面を着けている。
フォルリ
声 - 喜山茂雄
LIAR GAMEセミファイナル会場のメインディーラー。道化師のような仮面を着けている。
アルサブ（Season2のキャスト）
声 - 不明
LIAR GAMEセミファイナル後半戦の横谷の会場のメインディーラー。名乗った場面や映像はないが、デジタル放送の字幕で台詞に「アルサブ」と表示されている。他のディーラーと比べ太い声。『-再生-』に登場するアルサブとは別人。
ケルビム
声 - 喜山茂雄
『ザ・ファイナルステージ』、ファイナルステージのメインディーラー。映画オリジナルディーラー。名前の由来は智天使（ケルビム、כְּרוּבִים kĕrûḇîm）から。
アルサブ（再生のキャスト）
声 - 喜山茂雄
新たなLGT事務局のディーラー。『-再生-』のイス取りゲームと『フクナガVSヨコヤ』のタブーゲームのメインディーラー。セミファイナル後半戦の横谷の会場のアルサブとは別人。

#### 主宰者
最初の主宰者、既に亡くなっている（また現在は主宰者室も無人となっている）。元々LIAR GAMEはある一人の資産家が、始めた個人的な遊びだった。ところがその人物が亡くなった後再びゲームを開催しようと多くの出資者たちが現れた。出資者の彼らは赤リンゴが揃うかどうか、その結果に巨額のマネーを掛けていたことが、映画『ザ・ファイナルステージ』で明らかになった。
ハセガワ
演 - 北大路欣也
LGT事務局の首魁とされる大富豪。神崎直をLIAR GAMEに引きずり込んだ張本人である。秋山が壊滅に追いやったマルチ組織の糸を陰で引いていた。登場した時点では大病を患い、余命幾許もない。Season2冒頭にて、彼は「出資者」ではあったが「真の主宰者」ではないことが明らかとなり、小説版では彼が死んだことが明らかにされた。映画「ザ・ファイナルステージ」にて、ライアーゲームが2年間中断していた理由、このライアーゲームが開催できた理由などこのゲームにかなりかかわりがあることが明らかになる。
エリーが「あなたの娘の願いです」と言っているため、エリーの父親だと考えられる。
主催者・Ω
演 - 江角マキコ
かつて行われたライアーゲームの出資者の中の一人で、秋山によって赤が揃ったことによって巨額のマネーを失い、壊滅的な打撃を受けたものの何とか新たなLGT事務局を完成させ、ゲームを再開しようとしていた。

### 「ロードフリー」関係者
秋山深一の回想や『エピソードゼロ ヨコヤ編』に登場する横谷が運営するマルチ組織。
横谷 ノリヒコ
#主要人物を参照。
沙耶香（ヨコヤの秘書）
演 - 高島彩 （フジテレビアナウンサー）
『エピソードゼロ』（シーズン2の7年前）、ヨコヤの秘書にして秋山深一の友人。秋山の復讐に手を貸した一人。そのころ投資先を探していたヨコヤに「ASアセットマネジメント」のマネージャー井上誠を紹介し、自分の所属する「ロードフリー」を破綻へと導いた。
秋山美智子の旧友
演 - 上原由恵
『エピソードゼロ』（シーズン2の7年前）、ヨコヤに仕える幹部の一人。マルチ組織「ロードフリー」の破綻後はどこかへと姿を消し、その後消息不明。
井上 誠
演 - 不明
『エピソードゼロ』（シーズン2の7年前）、川井タツヤによる浄水器詐欺の被害者の一人。秋山の家に来た浄水器のセールスを偶然発見。自分が騙された物と同じ詐欺であることを告げる。マルチ組織「ロードフリー」を破綻させるために秋山深一が用意した工作員。「ASアセットマネジメント」のマネージャーを騙り、ヨコヤの秘書・沙耶香と連係してヨコヤに組織の金全てを投資させた。

## キャスト
- 神崎直 - 戸田恵梨香
- 秋山深一 - 松田翔太
- 福永ユウジ / 塚原悠 - 鈴木浩介
- 横谷ノリヒコ - 鈴木一真
- 葛城リョウ - 菊地凛子
- 谷村光男 - 渡辺いっけい
- エリー - 吉瀬美智子
- 塚原悠 - 桂亜沙美
- 清蘭 - 遊井亮子
- 神崎正 - 福井友信
- 秋山美智子 - 雨宮るみ子
- コウタ - 石田愛希（子役）
- タモツ - 細田よしひこ（Season2のキャスト）
- 丘辺雪也 - 石橋蓮司（Season2のキャスト）
- 丘辺麗子 - 逢沢りな（Season2のキャスト）
- 武田幸四郎 - 熊谷知博（Season2のキャスト）
- ハセガワ - 北大路欣也

### サブキャスト
その他のライアーゲーム参加者
- 江藤光一 - 和田聰宏
- 石田梨恵 - 岩佐真悠子
- 大野亘 - 坂本真
- 麻生ひろみ - 中込佐知子
- 木田典之 - 大高洋夫
- 野添慶子 - 畠山明子
- 岡野健也 - 泉政行
- 土田靖史 - 森下能幸
- 藤沢和雄 - 北村総一朗
- 槇田友幸 - 一本気伸吾
- 佐島憲太 - 土井よしお
- 木下啓吾 - 青木一
- 菅原裕二 - 雪嶋直樹
- 花山哲夫 - 馬場佑樹
- 高村良美 - 海島雪
- 河村千里 - 水田芙美子
- 西野隆彦 - 坂本三成
- 嘉山春美 - 小林きな子
- 飯村純子 - 吉村玉緒
- 中谷和子 - 北原ひとみ
- 西田勇一 - 荒川良々
- 菊地翔 - 眞島秀和
- 小坂妙子 - 広田レオナ
- 牧園ワタル - 夕輝壽太
- 川井タツヤ - 姜暢雄
- 谷中モモコ - 片桐はいり
- 大塚マリエ - MEGUMI
- 安川ノリヒコ - 春海四方
- 池沢テッペイ - 忍成修吾
- 佐伯ヒロカ - 武井咲

その他のLGT事務局関係者
- 〔Season1〕 - 灰谷えみ、内田ゆか、染谷夏子、武本真梨子、木地谷厚子、早坂美緒
- 〔Season2〕 - 西田早希、槙原あこ、太宰美緒
- 〔フクナガVSヨコヤ〕 - 夏月

### 声の出演
- レロニラ、ソラリオ、フォルリ - 喜山茂雄
- GAMEの説明 - 平辻朝子

### ゲスト
LIAR GAMEでは様々なゲストたちが出演している。役名は特に無し。
Season1
第1話
浅里昌吾：町交番の警官で谷村光男の同僚。
芦沢孝子：秋山のたとえ話で登場する振り込み詐欺に引っかかる女性。

第2話
牟田浩二：偽のLGT事務局回収人。

第5話・第9話
早坂美緒：アリス（LGT事務局）。映画「ライアーゲーム -再生-」のアリスとは別人。

最終回
天現寺竜：警視庁本庁の警部（谷村光男の元上司）。
樋浦勉：ホームレス（過去にLIAR GAME決勝戦まで行った人物）。
浜田道彦：板金工場の職員で江藤光一の上司。
河合いよ：エンディング後に登場した少女。

Season2
第1話
川合千里：葛城リョウ教授就任のアナウンサー。

第2話
山田広野：オープニング冒頭での24連装ロシアンルーレットのルール解説。

第1話~第3話（四回戦・第6会場）
伊藤明賢：葛城チーム（先鋒）の一人。好戦的態度をとる。
三箇一稔：葛城チーム（大将）の一人。決着がついた為大将戦無し。
松山美雪：葛城の対戦チーム（先鋒）の一人。
松澤仁晶：葛城の対戦チーム（中堅）の一人。葛城と対戦し四回戦の決着がつく。
奥村幸礼：葛城の対戦チーム（大将）の一人。決着がついたため大将戦無し。

第4話
川下大洋：秋山深一のたとえ話で登場する、とある心理学者。
夏目慎也：秋山深一のたとえ話で登場する、とある学生。

第5話
葵：帝都大学の学生で葛城リョウの教え子。
南まりか：帝都大学の学生で葛城リョウの教え子。
吉岡篤史：帝都大学の学生で葛城リョウの教え子。
山内秀一：帝都大学の学生で葛城リョウの教え子。

第6話
前田美香：牧園ワタルとタモツとの回想シーンで看護士役で声のみ登場。

第8話・最終回
厚木拓郎：六年前の帝都大学の学生で丘辺雪也ゼミに所属。
小幡誠：六年前の帝都大学の学生で丘辺雪也ゼミに所属。

最終回（準決勝後半戦・別会場）
板倉チヒロ：ヨコヤノリヒコの対戦相手。ヨコヤと対戦し準決勝後半戦の決着がつく。

## 受賞歴
- シーズン2（2009年）
  - 第35回エランドール賞
    - 新人賞（吉瀬美智子）

## スタッフ

### シーズン1のスタッフ
- プロデュース - 志牟田徹
- 脚本 - 古家和尚
- 脚本協力 - 吉高寿男
- 演出 - 松山博昭、大木綾子、佐々木詳太
- 音楽 - 中田ヤスタカ（capsule）オリジナル・サウンドトラックアルバム（ヤマハミュージックコミュニケーションズ）
- 挿入曲 - ファットボーイ・スリム「ライト・ヒア、ライト・ナウ」 Right Here Right Now /capsule「Sugarless GiRL」

#### 最終回スペシャルのスタッフ
第11話のみ、共同テレビが制作協力し以下のスタッフが参加している。
- プロデュース - 柳川由起子
- special thanks（脚本関係） - 高山直也
- 演出 - 植田泰史

### シーズン2のスタッフ
- プロデュース - 志牟田徹、東康之
- アソシエイトプロデューサー - 宮川朋之、瀬田裕幸
- 協力プロデューサー - 古郡真也
- 脚本 - 黒岩勉
- 脚本協力 - 岡田道尚
- 演出 - 松山博昭、大木綾子、長瀬国博
- 音楽 - 中田ヤスタカ（capsule）オリジナル・サウンドトラックアルバム（ヤマハミュージックコミュニケーションズ）
- 挿入歌 capsule「Love or Lies -LIAR GAME original ver-」

## 放送日程

### LIAR GAME Season 1
- 最終回以外は『土曜ドラマ』枠にて、最終回は『土曜プレミアム』にて、それぞれ放送。

| 各話                                                                          | 放送日        | ラテ欄 | 配信サブタイトル |                               | 演出       | 視聴率 |
| ----------------------------------------------------------------------------- | ------------- | --- | --- | ----------------------------- | ---------- | ------ |
| #1                                                                            | 2007年4月14日 | 億の金をめぐる熾烈な頭脳戦がスタート 手に汗握るハラハラドキドキ心理トリック | 億の金をめぐる熾烈な頭脳戦が始まる | １回戦                        | 松山博昭   | 12.3%  |
| #2                                                                            | 4月21日       | 話題沸騰の第2話!! 壮絶な戦いの結末は!? 逆転勝利を手にする秋山の秘策とは何だ!? | 壮絶頭脳戦の結末！? | １回戦                        | 松山博昭   | 12.8%  |
| #3                                                                            | 4月28日       | 第3話!! 22億争奪戦少数決スタート 闘いは新たなる舞台に君は生き残れるか!? | 22億争奪戦少数決開始！！ | ２回戦 『少数決』             | 大木綾子   | 08.7%  |
| #4                                                                            | 5月05日       | 第4話!! 遂にXの正体が明らかに!! Xvs秋山の行方は!? 逆転に次ぐ逆転劇!! | 衝撃の展開！！遂にＸの正体が明らかに！！ | ２回戦 『少数決』             | 大木綾子   | 09.6%  |
| #5                                                                            | 5月12日       | 驚愕の結末!!21億円奪い取るのは誰だ!? LGTの真の狙いは!?戦いは新たな舞台へ!! | 驚愕の結末！！21億円奪い取るのは誰だ！? | ２回戦 『少数決』             | 松山博昭   | 10.0%  |
| #6                                                                            | 5月19日       | 震撼リストラゲーム敗者復活戦が始まる!! 罠にはまったナオは孤立無援の絶望地獄!! | 震撼リストラゲーム敗者復活戦始まる！！ | 敗者復活戦 『リストラゲーム』 | 松山博昭   | 11.4%  |
| #7                                                                            | 5月26日       | 絶体絶命リストラ必至!! 絶望地獄に堕ちたナオ!! 奇跡の復活劇は起こるか!? 秋山は!? | 絶体絶命リストラ必至のナオ！！秋山は！? | 敗者復活戦 『リストラゲーム』 | 佐々木詳太 | 12.0%  |
| #8                                                                            | 6月02日       | 核心に迫るナオ!! リストラゲームの結末に秋山は驚嘆!! 戦いは新たな舞台へ | 超感動！！核心に迫るナオ！！秋山は驚嘆！！ | 敗者復活戦 『リストラゲーム』 | 大木綾子   | 11.4%  |
| #9                                                                            | 6月09日       | 密輸ゲーム!! 謎の強敵が新たに出現 勝てるか!? ナオ・秋山新たな闘いが始まる | 激震！！密輸ゲーム！！謎の強敵新たに出現 | 3回戦 『密輸ゲーム』          | 松山博昭   | 12.3%  |
| #10                                                                           | 6月16日       | 狂乱の展開!!ヨコヤの正体に愕然、怒号の秋山!! 大号泣のナオ!!息もつかせぬ大波乱 | 狂乱の展開！！ヨコヤに愕然、怒号の秋山 | 3回戦 『密輸ゲーム』          | 大木綾子   | 11.4%  |
| #11                                                                           | 6月23日       | 最後にとっておきのゲームをご用意致しました …絶望…狡猾…裏切り…嘘そして希望… 今宵、皆様は人間の本性を目撃、ライアーゲームの全ての 謎が明らかになる場面に遭遇するでしょう…ご堪能下さい…レロニラより 「土曜プレミアム特別企画」3時間スペシャル | 最後にとっておきのゲームをご用意致しました…絶望…狡猾…裏切り…嘘そして希望…今宵、皆様は人間の本性を目撃、ライアーゲームの全ての謎が明らかになる場面に遭遇する… | 3回戦 『密輸ゲーム』          | 松山博昭   | 13.6%  |
| 平均視聴率 11.41%（視聴率はビデオリサーチ調べ、関東地区・世帯・リアルタイム） |               | | |                               |            |        |

### LIAR GAME Season 2
- 火曜21時枠。

| 各話                                                                         | 放送日         | サブタイトル               | 演出              | 視聴率 |
| ---------------------------------------------------------------------------- | -------------- | -------------------------- | ----------------- | ------ |
| #1                                                                           | 2009年11月10日 | 壮絶な騙し合い、ゲーム再開 | 松山博昭          | 12.4%  |
| #2                                                                           | 11月17日       | ついに秋山登場             | 松山博昭          | 11.1%  |
| #3                                                                           | 11月24日       | 華麗なる逆転劇             | 長瀬国博          | 12.6%  |
| #4                                                                           | 12月01日       | 裏切り勃発!                | 大木綾子          | 10.2%  |
| #5                                                                           | 12月08日       | 最終決戦へ向けて           | 松山博昭          | 11.3%  |
| #6                                                                           | 12月15日       | 謎の秘密兵器               | 長瀬国博          | 09.3%  |
| #7                                                                           | 12月22日       | クライマックス             | 大木綾子          | 08.5%  |
| #8                                                                           | 2010年01月12日 | 天才と天才の秘密           | 松山博昭          | 10.5%  |
| #9                                                                           | 01月19日       | 禁断の最終回               | 大木綾子 松山博昭 | 13.1%  |
| 平均視聴率 11.0%（視聴率はビデオリサーチ調べ、関東地区・世帯・リアルタイム） |                |                            |                   |        |

## ネットドラマ

### エピソードゼロ
『LIAR GAME エピソードゼロ』のタイトルで「フジテレビ On Demand」で公開。全12話（各編4話完結）。ナオ編、秋山編、ヨコヤ編の3種の番外編からなり、3人がどういう経緯でライアーゲームへ参加するにいたったのかが描かれている。なお本作品は一話につき1〜2分程度の短いショートドラマになっており、内容もエピソード風になっている。主にシーズン2の7年前を舞台としている。

#### キャスト（ゼロ）
ナオ編
- 神崎直 - 福田麻由子
- 江藤光一 - 和田聰宏
- 保坂 - 池田鉄洋
- 安川ノリヒコ - 春海四方

アキヤマ編
- 秋山深一 - 古川雄大
- 川井タツヤ - 姜暢雄
- 秋山美智子 - 丸山瑠真
- 糸田英子 - 上原由恵
- 牧野 - 竹内友哉

ヨコヤ編
- 横谷ノリヒコ - 鈴木一真
- 上本沙耶香 - 高島彩（フジテレビアナウンサー）
- 井上誠 - 真谷傑
- 糸田英子 - 上原由恵
- LGT事務局員 - 和田サトシ

#### スタッフ（ゼロ）
- プロデュース - 東康之
- 演出 - 加藤裕将、志牟田徹
- 制作 - フジテレビドラマ制作センター

#### タイトル（ゼロ）
| 話数 | タイトル                          | 配信期間                      |
| ---- | --------------------------------- | ----------------------------- |
| 1    | エピソード・オブ・ナオ 第1話      | 2009年10月27日-2010年10月26日 |
| 2    | エピソード・オブ・アキヤマ 第1話  | 2009年10月27日-2010年10月26日 |
| 3    | エピソード・オブ・ヨコヤ 第1話    | 2009年10月27日-2010年10月26日 |
| 4    | エピソード・オブ・ナオ 第2話      | 2009年11月10日-2010年11月09日 |
| 5    | エピソード・オブ・アキヤマ 第2話  | 2009年11月17日-2010年11月16日 |
| 6    | エピソード・オブ・ヨコヤ 第2話    | 2009年11月24日-2010年11月23日 |
| 7    | エピソード・オブ・ナオ 第3話      | 2009年12月01日-2010年11月30日 |
| 8    | エピソード・オブ・アキヤマ 第3話  | 2009年12月08日-2010年12月07日 |
| 9    | エピソード・オブ・ヨコヤ 第3話    | 2009年12月15日-2010年12月14日 |
| 10   | エピソード・オブ・ナオ 最終話     | 2009年12月22日-2010年12月21日 |
| 11   | エピソード・オブ・アキヤマ 最終話 | 2010年01月12日-2011年01月11日 |
| 12   | エピソード・オブ・ヨコヤ 最終話   | 2010年01月19日-2011年01月18日 |

### ライアーゲームX
『LIAR GAME X』のタイトルで「フジテレビ On Demand」で公開。全1話（22分）。配信期間2010年2月3日-2011年1月31日。
内容はシーズン2のその後からファイナルステージまでの幻の第10話ともいえるストーリー。ただし基本的にFinal Stage本編の最初の15分で短縮されたシーンのカット無し22分版。

#### 出演（X）
- 戸田恵梨香
- 松田翔太
- 鈴木浩介
- 吉瀬美智子
- 渡辺いっけい

#### スタッフ（X）
- プロデュース - 志年田徹、東康之、宮川朋之
- 脚本 - 岡田道尚、黒岩勉
- 演出 - 松山博昭、大木綾子、長瀬国博
- 音楽 - 中田ヤスタカ（capsule）

## LIAR GAME ザ・ファイナルステージ
2010年3月6日に全国283スクリーンで公開された。

### ストーリー（ザ・ファイナルステージ）
ライアーゲーム決勝戦は、準決勝を勝ち上がってきた精鋭によって争われる。ゲームの名前は、「エデンの園ゲーム」。優勝賞金は50億円。ゲームのテーマは「信じあう心」。決勝戦はプレイヤー全員が互いを信頼すれば、容易にしかも確実に大金が手に入るという。しかし、決勝進出者の中には、最強の刺客「プレイヤーX」が姿を潜めていた…。はたして、ナオと秋山はすべての謎を解き明かし、勝ち残ることが出来るのか？そして、ふたりの関係は？（一部省略、公式サイトより引用）
エデンの園ゲームとは、各人が3色のリンゴから1つを選んで投票し、投票結果によってマネーの増減が起きるというゲーム。リンゴの色はそれぞれ「赤」「金」「銀」である。全員が赤いリンゴを投票すれば全員が1億円獲得というルールだが、1人でも裏切り者が出るとその者だけが賞金獲得となり、赤いリンゴの投票者は逆に-1億円となる。累積が-5億円に届いてしまうと、そのプレイヤーは「失楽園」となり、エデンの園（会場）から、退場しなければならない。
直はゲーム開始早々、全プレイヤーに信頼の証である真実の赤リンゴの投票を提案するが、裏切りが相次ぎ…。
騙し合いのゲームの最精鋭たちが信頼で1つにまとまらなければならないという、究極の難題が立ちはだかる。
はたして直と秋山は、赤リンゴをそろえることが出来るのか。そして、見事優勝し「嘘つき王（ライアーキング）」の称号を手にするのは、一体誰なのか。

### エデンの園ゲームのルール
- 各プレイヤーは、セミファイナルまでに獲得したマネーをベースにゲームを進めていく（上限はない）。
- ゲーム中、プレイヤーがそれぞれ幾ら獲得しているかは会場内の電光掲示板に常に表示される。ただし、各プレイヤーの名前はA〜Kの匿名で示される。
- 投票に用いられるリンゴは、本物の金と銀で出来た「金色」と「銀色」、そして銀のリンゴを赤の樹脂膜で包んである「赤色」の計3種類。このうち、金と銀のリンゴは裏切りの投票に用いられることから「禁断の果実」と位置づけられている。
- 投票の際には、事前に配られた自分の名前入りの焼印を投票室内の暖炉の炎に当てて熱し、選んだリンゴに刻印してから投票する。
- 全員が赤いリンゴを投票した場合、全プレイヤーに「+1億円」。
- 1人だけが禁断の果実を投票した場合、禁断の果実に投票したプレイヤーは特別賞金「+2億円」、赤いリンゴを投票したプレイヤーは「-1億円」。
- 2人以上が禁断の果実を投票した場合、禁断の果実を投票したプレイヤーは「+1億円」、赤いリンゴに投票したプレイヤーは「-1億円」。
- 赤いリンゴを投票したプレイヤーが1人だけの場合、禁断の果実に投票したプレイヤーは「+1億円」、赤いリンゴに投票したプレイヤーは氏名公表のうえ、特別ペナルティー「-10億円」。
- 全員が禁断の果実を選んだ場合、多数派には「+1億円」、少数派は「-1億円」（退場者が出るなどの事由からプレイヤー総数が偶数となり同点得票となった場合は、その回は引き分けとなりマネーの増減は発生しない）。
- 全員が同じ色の禁断の果実を選んでしまった場合、全プレイヤー「-1億円」。
- 投票は全13回行われる。
- 投票時間は1回につき1時間。ただし、時間内に全プレイヤーが投票を終えた場合、その時点で投票時間は終了し、即開票となる。
- 投票室には同時に1人しか入れない（2人以上同時に入ると投票室内にケルビムの姿が投影され、彼から退室を促す警告が発せられる）。
- 投票を終えたプレイヤーは次の投票時間まで投票室に入ることはできない。
- 投票時間内に投票を行わなかったプレイヤーは「-1億円」。
- 投票時間内にプレイヤーは1度は投票室に入らなければならない。入らなかったプレイヤーは「-1億円」。
- 書面契約などで、他のプレイヤーに投票内容を強制してはならない。
- 同じプレイヤーの名前が刻印されたリンゴが複数投票された場合、最初に投票されたリンゴのみ有効票となる。
- 累積マネーが「-5億円」に達したプレイヤーはその場で「失楽園」（失格）となり、エデンの園から追放（退場）となる。ただし、開催時間内に負債の肩代わりをする者（プレイヤーでなくても可）が現れればゲームを続けることができる。
- 13回目の投票終了後、エデンの園での獲得マネーとセミファイナルまでの獲得マネーの合計額がトップのプレイヤーが優勝となる。優勝者にはライアーキング（嘘つき王）の称号と、ファイナルまでの獲得マネーとは別に優勝賞金50億円が与えられる（優勝者以外も、ゲーム終了時点での合計獲得マネーを賞金として受け取れる。ただし、合計獲得マネーがマイナスだった場合はその額が負債として確定する）。
- ゲーム終了後、プレイヤー間のマネーの移動は禁止（優勝賞金50億円の事後分配を前提にゲームを行うことを防ぐため。ただしプレイヤーでない人物とのマネーの受け渡しは自由）。
- 注意事項
  - 投票室ではリンゴをいくつ取り出しても構わない。また、投票しなかったリンゴは投票室外に持ち出したり破棄したりしても問題ない。
  - 投票されたリンゴが誰のものかを判断する基準は焼印であり、どのプレイヤーが投票したかではない。そのため、他人の焼印を使ってリンゴを投票することもできる。
  - 投票されたリンゴの集計は機械によって自動的に行われる。なお、リンゴにはICチップの類が内蔵されており、見た目の色に細工などが加えられても正しく本来の色で判定される。
  - これまでのゲームとは異なり、ゲーム終了後は追放者を含めて賞金の受け渡しや負債の清算は即刻行われる。
  - 不正行為などによりゲームが続行できなくなった場合は、優勝賞金は没収、全員が「-10億円」のペナルティーを受け、ゲームは終了となる。

### キャスト（ザ・ファイナルステージ）
- 神崎直 - 戸田恵梨香
- 秋山深一 - 松田翔太
- 仙道アラタ - 田辺誠一
- 福永ユウジ - 鈴木浩介
- 西田二郎 - 荒川良々
- 坂巻マイ - 濱田マリ
- 江藤光一 - 和田聰宏
- 武田ユキナ - 関めぐみ
- 百瀬ノリカ - 秋本祐希
- 久慈サトシ - 永山絢斗
- 五十嵐衛 - 松村雄基
- ヨコヤノリヒコ - 鈴木一真
- ケルビム - 喜山茂雄
- 谷村光男 - 渡辺いっけい
- エリー - 吉瀬美智子

### スタッフ（ザ・ファイナルステージ）
- 脚本 - 黒岩勉、岡田道尚
- 音楽 - 中田ヤスタカ(capsule)
- 監督 - 松山博昭
- 制作 - 亀山千広、鳥嶋和彦、島谷能成
- 制作統括 - 石原隆、和田行
- プロデューサー - 宮川朋之、瀬田裕幸、古都真也
- アソシエイトプロデューサー - 志牟田徹、東康之
- 制作 - フジテレビジョン、集英社、東宝、FNS27社
- 制作プロダクション - FILM
- 配給 - 東宝

### 楽曲
- 主題歌:capsule「Stay with You」
- 挿入歌:capsule「Love or Lies」

### キャッチコピー
- 遂に、すべてが明かされる。
- 極限の騙し合い、勝つのは誰だ? 待望の最終章。

### トピックス
- 撮影中には出演女優の吉瀬美智子が引き潮で船が着けなくなってしまい台湾の無人島に4時間取り残されたハプニングもあったが、本人は「のんびりリラックスできました」と語っている[4]。そのシーンはカットされてしまったが、それらしきシーンの写真がノベライズ版に載っている。
- 2010年3月6日の初日舞台挨拶の模様が日本映画専門チャンネルおよび同公式サイト上で生中継されている[5]。
- 全国283スクリーンで公開され、2010年3月6-7日初日2日間で動員30万8,284人、興収3億9,201万7,910円を記録し、映画観客動員ランキング(興行通信社調べ)で『アバター』を抑え初登場第2位をとなった（第1位は『ドラえもん のび太の人魚大海戦』）[6][7]。
- 2010年3月21日には観客動員100万人、興行収入13億円を突破、日本でのヒットを受け、香港、マカオ、シンガポールなどアジア6か国地域への配給も決定[8]。公開30日間で動員173万1,466人、興収20億9,758万7,120円を突破している[9][10]。
- 2010年9月15日にはDVD&blu-rayが発売。9月27日付オリコンDVD映画週間ランキングでスタンダード・エディションが首位となった。

### テレビ放送
| 回数 | テレビ局   | 番組名（放送枠名） | 放送日        | 放送時間      | 放送分数 | 視聴率 | 備考   |
| ---- | ---------- | ------------------ | ------------- | ------------- | -------- | ------ | ------ |
| 1    | フジテレビ | 土曜プレミアム     | 2011年3月26日 | 22:00 - 24:30 | 150分    | 10.4%  |        |
| 2    | フジテレビ | 土曜プレミアム     | 2012年3月3日  | 21:00 - 23:30 | 150分    | 12.5%  |        |
| 3    | フジテレビ | 金曜プレミアム     | 2015年4月3日  | 21:00 - 23:50 | 170分    | 7.9%   | 特別編 |

- 視聴率はビデオリサーチ調べ、関東地区・世帯・リアルタイム。

## LIAR GAME -再生-
映画版第2弾、2012年3月3日公開。内容的には原作での人気エピソードである「イス取りゲーム」を下敷きにしている。キャストは秋山役の松田翔太以外はほとんど一新する。サブタイトルの正式名称『再生』と書いて『リボーン』と読む。そのためか、ロゴには「再生」の上に「-REBORN-（再生の意）」も表記されている。
キャッチコピーは「ようこそ、禁断の“イス取りゲーム”へ―」。
全国318スクリーンで公開され、2012年3月3、4日の初日2日間で興収3億1,470万3,400円、動員24万2,188人になり映画観客動員ランキング（興行通信社調べ）で初登場第2位となった。

### ストーリー（再生）
卒業式を終えたばかりの女子大生・篠宮優のもとに、1通の招待状と現金1億円が届いた。
その招待状に書かれていた文字は【ライアーゲームのご案内】。
極限の心理状態に置かれた優。
彼女が助けを求めたのは、何度か講義を受けたことがあるだけで、顔と名前くらいしか知らない、帝都大学の心理学の教授。
その名は、秋山深一。
今回のゲームは、総額20億円を賭けて、プレイヤー20名が争う、究極の“イス取りゲーム”。
秋山潰しを目論む、新たなプレイヤー、新たな事務局員。
そして、すべてを陰で操る黒幕――
騙し合うのか!? それとも助け合うのか!? 極限の心理戦がいま始まる!!
（公式サイトより抜粋）

### キャスト（再生）
- 秋山深一 - 松田翔太
- 篠宮優 - 多部未華子
- 坂巻マイ - 濱田マリ
- 赤城コウタ - 要潤
- 月乃エミ - 小池栄子
- 安川ノリヒコ - 春海四方
- 張本タカシ - 船越英一郎
- 木村ケイ - 桝木亜子
- 三家本ミカ - 上野なつひ
- 阿部ユキコ - 斎藤陽子
- 酒井マコト - 川村陽介
- 桐生ノブテル - 新井浩文
- 猿川ケンジ - 高橋ジョージ
- 犬塚エイコ - 野波麻帆
- 嶋タカヒロ - 池田鉄洋
- 斉木カケル - 青木忠宏
- 村田テツヤ - 前田健
- 津村アキラ - 上原敏郎
- 和田タツジ - 大野拓朗
- 下原田オサム - 竜星涼
- アリス - 芦田愛菜
- 谷村光男 - 渡辺いっけい
- 福永ユウジ - 鈴木浩介
- 横谷ノリヒコ - 鈴木一真
- 主催者・Ω - 江角マキコ

### スタッフ（再生）
- 監督 - 松山博昭
- 製作 - 亀山千広、鳥嶋和彦、市川南
- プロデューサー - 立松嗣章、高橋正秀、古郡真也
- 原作 - 甲斐谷忍『LIAR GAME』（集英社『週刊ヤングジャンプ』連載）
- 脚本 - 岡田道尚、黒岩勉
- CG - 笹生宗慶
- 監督補 - 森脇智延
- 撮影 - 宮田伸
- 美術 - 関口保幸
- デザイン - 坪田幸之
- 編集 - 平川正治
- 音楽 - 中田ヤスタカ
- VFX - 山本雅之
- 記録 - 中田秀子
- 照明 - 森泉英男
- 選曲 - 泉清二
- 録音 - 武進
- 製作 - フジテレビジョン、集英社、東宝、FNS27社
- 配給 - 東宝

### 主題歌（再生）
- 主題歌:capsule「Step on The Floor」
- 挿入歌:capsule「All The Way」

### テレビ放送
| 回数 | テレビ局   | 番組名（放送枠名） | 放送日        | 放送時間      | 放送分数 | 視聴率 |
| ---- | ---------- | ------------------ | ------------- | ------------- | -------- | ------ |
| 1    | フジテレビ | 土曜プレミアム     | 2013年5月18日 | 21:00 - 23:30 | 150分    |        |

- 視聴率はビデオリサーチ調べ、関東地区・世帯・リアルタイム。

## スピンオフドラマ

### フクナガVSヨコヤ
BS日本映画専門チャンネル開局記念と題し、BSスカパー!で2012年2月24日他で放送の、福永ユウジ（鈴木浩介）とヨコヤノリヒコ（鈴木一真）主演の映画『-再生-』冒頭に繋がるスピンオフドラマ。

#### ストーリー（フクナガVSヨコヤ）
一度は崩壊したはずのライアーゲームが、再び謎の主催者によって始まった。
懲りずに一攫千金を狙う福永ユウジは、勇んで参加するが、会場で出会った対戦相手は、前回大会での精鋭の1人……あのヨコヤノリヒコだった。
新たな事務局が仕掛けるゲームの名は「タブーゲーム」。お互いが数々のタブー（禁止行動）を設定し合い、それに触れないようにしながらマネーを奪い合うゲーム。
勝利を掴むのは、果たしてどちらか…？

#### タブーゲームのルール
- 参加するプレイヤー数は2人。「赤」と「青」とに分かれ、1対1での対決となる（要するに1回戦の「マネー奪い合いゲーム」の会場版）。
- 暴力行為は一切禁止。
- 初めに双方のプレイヤーには、「トランクルーム」と呼ばれる扉の閉まる個室と、各自の色を帯びた氏名入りのトランクが2つずつ与えられる。
- トランクの片方には1億円が入っており、開始時点の所持金は双方とも1億円。
- トランクはいずれも、現金1億円が入るとちょうど一杯になるサイズであり、以後「所持金」とは「自分のトランクに入っているマネーの額」を指す。
- 双方が「攻撃」と「防御」とに分かれ、「攻撃」側にはマネーを奪う（自分のトランク内へマネーを移し変える）権利が、「防御」側には「タブー（禁止行動）」を設定する権利が与えられる。
- 防御側は「タブーカード」に自由な言葉で最大3つのタブーを記入し、所定のカードスロットに投入。さらに、相手から見えないスイッチによって、そのうち1つを「真のタブー」に設定する（他はダミーとなる）。
- カードに記入されたタブーは双方から見えるモニタに表示されるが、真のタブーがどれなのかは表示されない。
- タブーが発効した時点で「攻撃タイム（15分間）」が開始。
- 攻撃側は、マネーをトランクに入れずに持ち歩いたり、相手のトランクごとマネーを奪ったりしてはならない。
- 攻撃側が、相手のトランクルーム内にある「FINISH（終了）」のボタンを押すと攻撃は終了。次回のタブーを設定し終えたら攻守交替となり、そのタブーが新たに発効する。
- 制限時間の15分が経過してもボタンが押されなかった場合、タブーカードの投入無しで強制的に攻守交替となる。
- タブーカード非投入で攻守交替となった場合、そのプレイヤーが前回設定したタブーの中に未使用のダミーがあれば、その中の1つが自動的に「真のタブー」に設定される。複数ある場合、どれが選ばれるかは分からない。また、未使用のタブーが無ければ設定無しとなる。
- 1度設定したタブーは、2度は使用できない。カードに記入された言葉が違っても、事務局が同じ意味であると見なすものは使用不可。特に、マネーの奪い取りを直接禁止するタブーについては、指定の内容が全く別の行為であっても全て“マネーを守る”という同じタブーと見なされる。
- 真のタブーに設定された行動を取ってしまった場合、攻撃側／防御側によらず「アウト」となり、所持金のうち1億円（不足する場合は残高全額）が相手に強制移動する。
- アウトが発生すると、10分間のインターバル（休戦時間）を挟む。この間はどちらのプレイヤーもマネーの移動を行ってはならない。
- アウトが発生すると、双方のタブーの設定履歴がリセットされ、再び全てのタブーが設定可能となる。
- 2回連続のアウトとなったプレイヤーは、その時点で「コールド負け」。所持金全額が相手に移動し、即時ゲーム終了となる。
- 攻守交替を繰り返し、双方が4回ずつ攻撃と防御を行った段階でゲーム終了。その時点での所持金が勝るプレイヤーの勝利となる。
- 4回の攻守を経ても所持金に差が無い場合は、差額が生じるまで自動的に延長戦となる。
- ゲーム終了後、双方から1億円が回収される。所持金がこれを上回っていれば差額が賞金として、下回っていれば不足分が負債として確定する。
- 注意事項
  - 初回の先攻は、ディーラーのコインタップにより決定される。
  - トランクの外見上の色を規定している外装は、付け外し可能な構造になっている。
  - タブーの設定は「権利」であり、放棄することもできる。つまり、タブーカードだけを投入し、真のタブーを非設定としても構わない。
  - アウトによるマネーの強制移動が起きた場合に限り、マネーはトランクごと譲渡され、トランクを失ったプレイヤーには新たに空のトランクが補充される。この時、マネーを失った側のプレイヤーのトランクは計3つとなるが、3つともゲームに使用可能である。

### アリス IN ライアーゲーム
フジテレビ系列で2012年3月5日から8日まで4夜連続で放送された映画『-再生-』のスピンオフドラマ。『-再生-』の前日談となる話だが『-再生-』だけでなく『フクナガVSヨコヤ』ともリンクしている。『-再生-』に出演しているアリス（芦田愛菜）を主人公にした作品。

#### キャスト（アリス）
- アリス - 芦田愛菜
- 奥村清美 - 紺野まひる
- 山口孝則 - 尾崎右宗
- 安恵 - 岡野真那美
- リエル - 陽月華
- 福永ユウジ - 鈴木浩介

#### スタッフ（アリス）
- 脚本 - 岡田道尚
- 音楽 - 中田ヤスタカ（capsule）
- 演出 - 森脇智延
- アソシエイトプロデューサー - 秋永全徳、大坪加奈
- プロデューサー - 立松嗣章、高橋正秀、古郡真也
- 制作協力 - FILM
- 制作著作 - フジテレビ

## 小説版
浜崎達也によるノベライズ作品が集英社のJUMP j BOOKSより出版されている。
- 小説 LIAR GAME（ISBN 978-4-08-703213-0）
- 小説 LIAR GAME Season2（ISBN 978-4-08-703220-8）
- 小説 LIAR GAME The final stage（ISBN 978-4-08-703221-5）
- 小説 LIAR GAME REBORN （ISBN 978-4-08-703259-8）

## その他アプリ
- 配信元「フジテレビゲームセンターCX」- 作中に登場したゲームがアプリとなっている。会員が利用できる。有料登録。